# ムラカ州
マラッカ州（マレー語: Melaka, ジャウィ: ملاك, ポルトガル語: Malaca）は、マレーシアの州 の一つである。

## 概要
マレー半島西海岸南部に位置し、州都はマラッカである。飛び地を1つ有しており、隣のヌグリ・スンビラン州のポート・ディクソンの南にあるタンジュン・トゥアン岬は、マラッカ州の飛び地となっている。

## 地理
- 面積: 約1,650平方キロメートル（マレーシアではプルリス州、ペナン州に次いで狭い面積の州）
- 人口: 約74万人

## 隣接州
- ヌグリ・スンビラン州
- ジョホール州

## 州政府の地方行政区分
- マラッカ・トゥンガ郡 (Daerah Melaka Tengah)
- アロー・ガジャ郡 (Daerah Alor Gajah)
- ジャシン郡 (Daerah Jasin)

## 地方自治体
- 特別市
  - マラッカ・ブルセジャラ特別市 (Majlis Bandaraya Melaka Bersejarah)
- 市
  - アロー・ガジャ市 (Majlis Perbandaran Alor Gajah)
  - ジャシン市 (Majlis Perbandaran Jasin)

## 住民
マラッカ州の住民の大半はマレー人（約61%）や華人（約26%）だが、ポルトガル人とマレー人の混血の子孫がおり、彼らは今でもポルトガル語の方言を話し、カトリック信仰を持つ。また、中華系（ババ、ニョニャ）、インド系（ママッおよびチッティ）も独自の民族を構成する。

## 歴史
スマトラ島のパレンバンの王子パラメスワラが1396年頃マラッカ王国を建国した。彼はパレンバンを統治していたシュリーヴィジャヤ王国の内乱に乗じて独立を企てたが失敗、テマセック（シンガポール）に逃亡。王を殺し、王座に着いたがタイに追われ、ジョホールからマラッカへ退避したのち建国する。名前の由来は、木の下で休んでいたところ小鹿が猟犬を蹴飛ばすところを目撃、休んでいた木の名前を取った、と言う説が一般的。マラッカ王国は1414年頃イスラム化し、香辛料の東西貿易における重要な中継港として繁栄を極めた。
1405年には明の永楽帝より命を受け、遠くアフリカ大陸まで大遠征を行った提督鄭和の艦隊もマラッカ（満剌加）に初寄港している。マラッカ王朝は朝貢貿易を通じ明国との同盟を強固し、北の大国シャム、南のアチェからの脅威を牽制していた。
1511年、ポルトガルのインド総督アフォンソ・デ・アルブケルケが征服し、東南アジアにおけるポルトガル海上帝国の拠点とした。ポルトガル時代には要塞（サンチャゴ砦）やキリスト教会（セントポールチャーチ）が建設され、司令官が常駐していた。イエズス会のフランシスコ・ザビエルはここから東アジア布教に出発している。
1641年、オランダ東インド会社がジョホールのスルターンの援助を得て、マラッカを占領した。オランダの東南アジアにおける拠点はジャワ島のバタヴィアであったので、マラッカはマレー半島で産する錫などを輸出する地方港に転落した。1824年の英蘭協約でスマトラ島のイギリス植民地と交換にイギリスに譲渡された。その際、マラッカ海峡より西側はオランダ領、東側は英国領と定められた。
1826年、イギリスのトーマス・ラッフルズはペナンやシンガポールとともにマレー半島全域に英領植民地を成立させたが、近代港シンガポールの台頭が著しく、マラッカの港湾機能は衰退した。
1941年12月から3年8ヶ月にわたる太平洋戦争下はイギリスに代わり日本軍に占領された。終戦後の1945年、イギリスが再び植民地としたが、独立の機運が高まり、1948年にイギリス保護領下でマラヤ連邦が成立、1957年8月31日に完全独立を遂げる。これに先立ち1956年2月20日、トゥンク・アブドゥル・ラーマン・マラヤ連邦首相がマラヤ連邦の独立宣言を行ったのは、このマラッカである。
1989年4月15日、マラッカは歴史的な都市と宣言された。 2008年7月7日以来、ユネスコ世界遺産に登録されている。
2010年10月20日、マラッカが経済協力開発機構（OECD）が定めた「先進国」の基準を満たし、「プログレッシブ・マラッカ2010」の宣言が行われたことを発表するためのイベントが開催された。

## 経済
ミレニアム開発目標レポート2015で報告されているように、州の住民はよく教育を受けており、青少年識字率は99.5％である。2016年、マラッカはマレーシアで最も安全な場所となった。州犯罪率は2016年には3,663件が記録されたのに対し、2017年に15.5％低下し、3,096件となった。2018年7月26日に公表されたState Socioeconomic Report 2017によると、マラッカは2017年に最も低い失業率を記録した州であり、わずか1.0％であった。

## 文化
マラッカは食文化で有名で、その一つはニョニャ料理である。マラッカの麺料理ニョニャ・ミーシャムは、Coolie Street Satay World Street Food Conference 2017で、世界のトップ50料理の一つに選ばれた。
マラッカのプライベートヘルスケアサービスは、インドネシアやシンガポールのような遠方からの患者を引き付けている。マコタメディカルセンター病院（Mahkota Hospital）、パンタイプトラホスピタル病院（Pantai Ayer Keroh病院）、プトラホスピタル病院（Putera Hospital）（以前はサウザンホスピタル病院として知られていた）は、国家レベルで高度なサービスを提供している3つの主要な民間病院である。州政府はパンタイプトラ病院の主要株主である。
メラカ・マニパル・メディカル・カレッジは1993年、インドの総理大臣とマレーシア首相によって設立された私立の歯科大学である。

## 観光

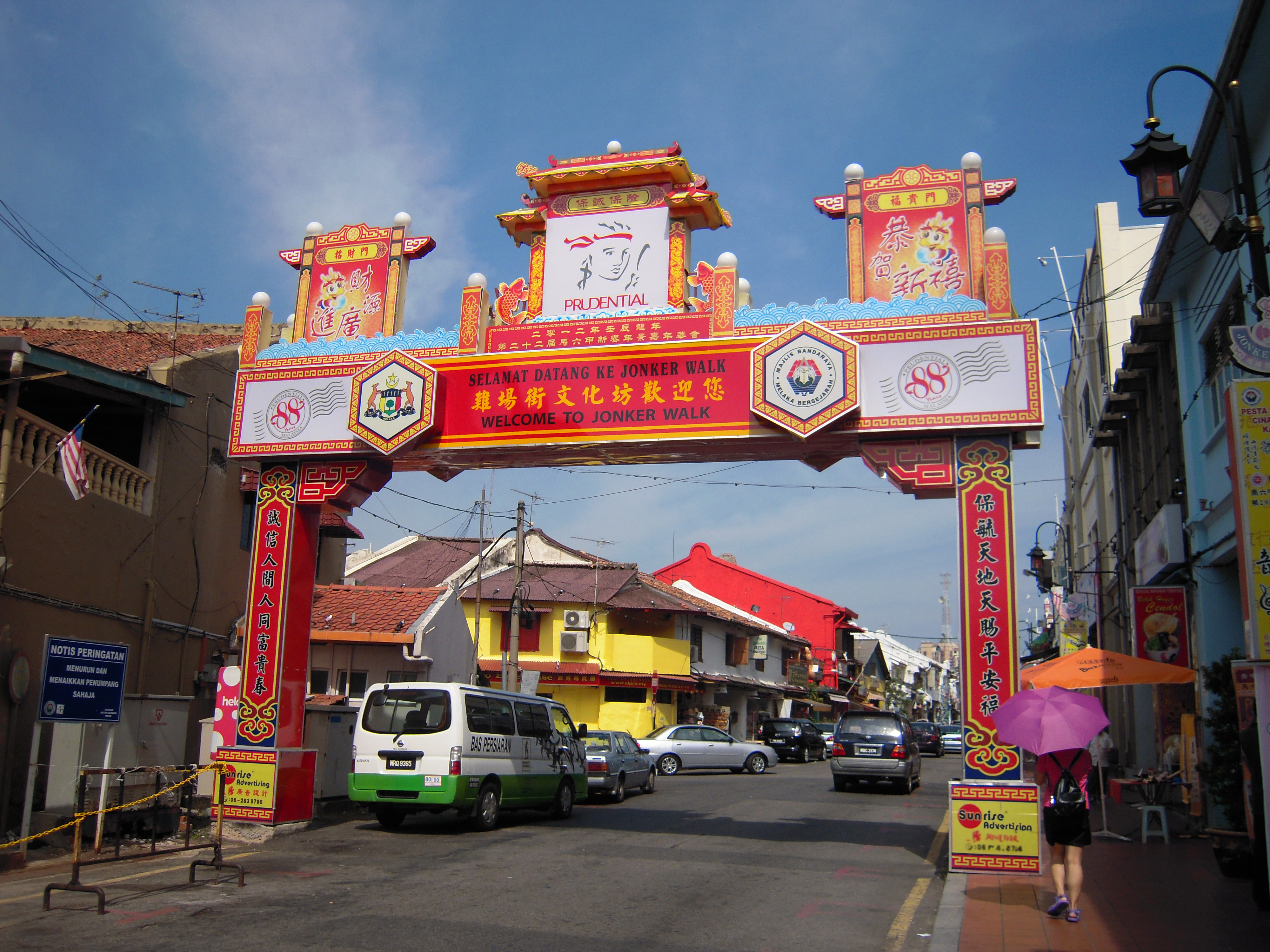
ジョンカーストリート

近年、マラッカは数々の国際的な称賛を受けている。フォーブスやロンリープラネットをはじめとするいくつかの出版物には、アジアの旅行先や世界で最も人気のある旅行先としてリストされている。また、マラッカはTripadvisorによってマレーシアで10のベスト・デスティネーションの1つに選ばれた。Wazeアプリは、マラッカを「ドライブする最優秀都市」賞に認定した。世界的に見ると、歴史的な都市は、シドニー、リスボン、バルセロナのような他の主要都市よりも上にランク付けされている。この都市は、ハフポストによって15のベスト・ストリート・アート・シティとしても認められている。また、タイム誌は、リタイア後に生活する最高の場所の一つとして、マラッカを挙げた

### 自然公園

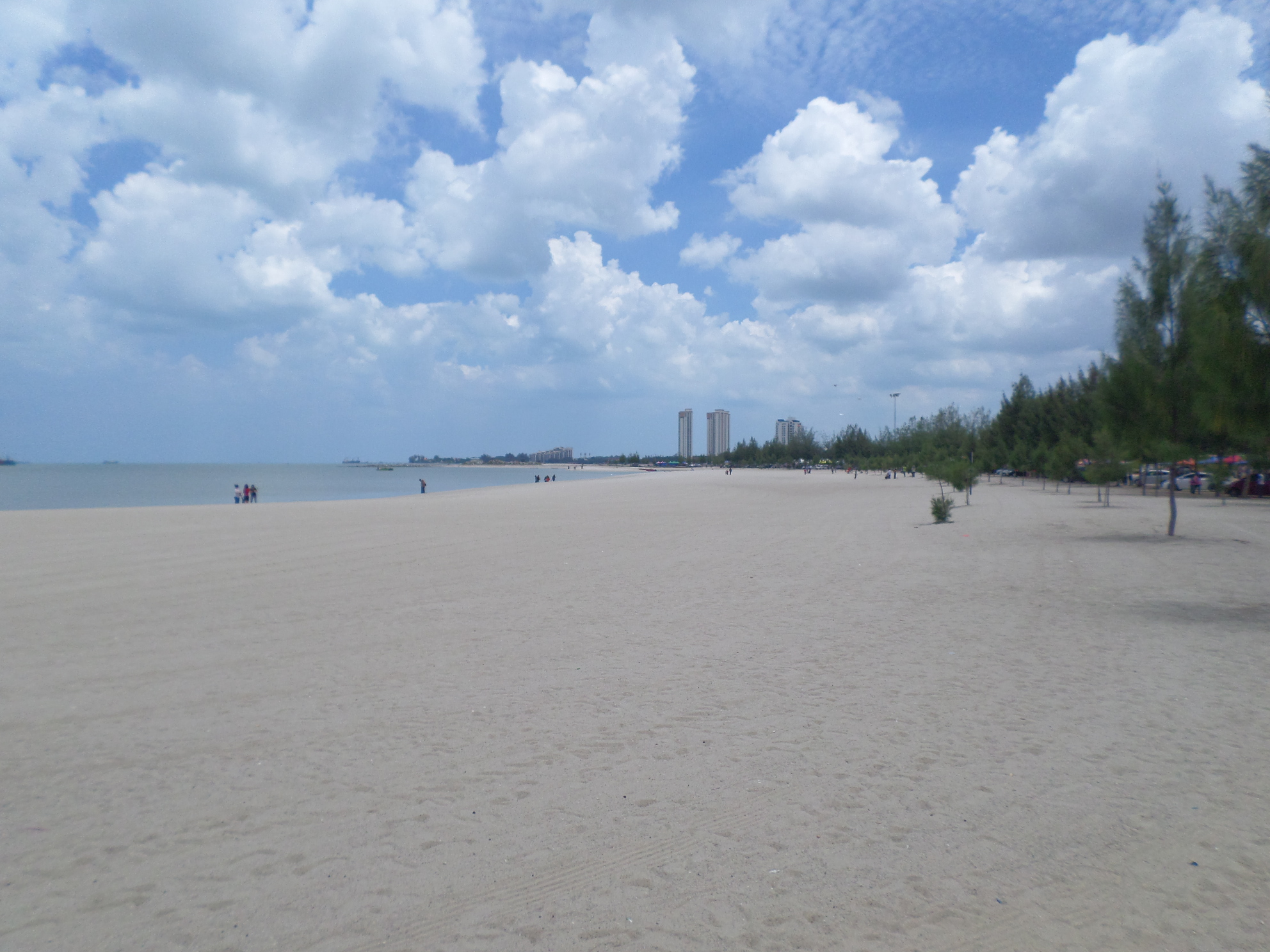
Klebang ビーチ

- マラッカ川
- Ledang 山
- Klebang ビーチ
- Pengkalan Balak ビーチ
- Jonker Walk 世界遺産公園

### ランドマーク
- Huskitory
- リバーウォーク
- Morten 村
- セントポールズヒル教会
- Jonker 通り
- マラッカチャイナタウン
- 赤い広場（オランダ広場）
- Woof 駅
- Encoreマラッカ

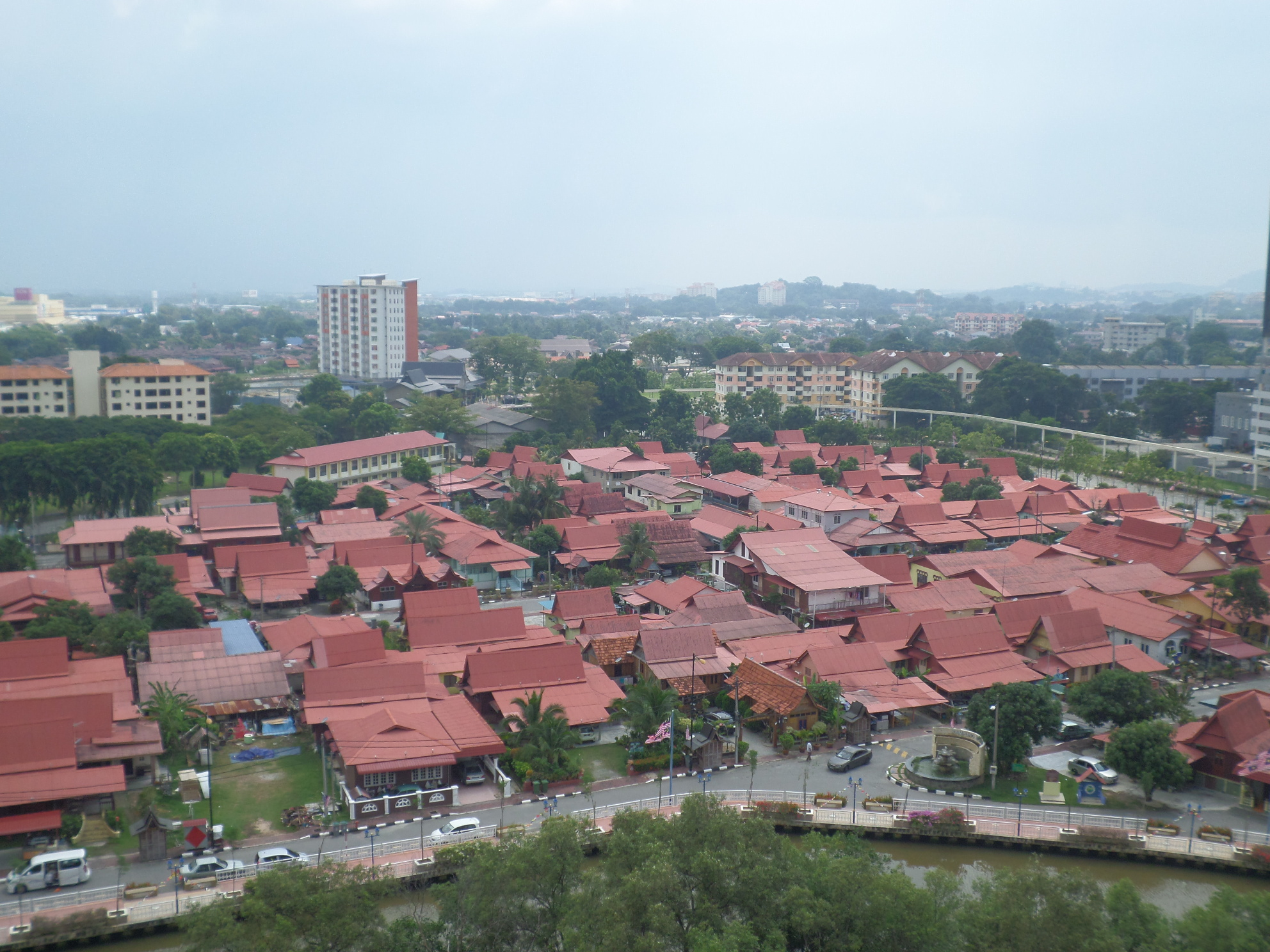
Morten 村

- Hatten City MelakaのSkydeck
- Chetti 村
- Casababa ギャラリー
- 私たちの女性の教会
- 8 Heeren Street ヘリテージセンター
- Stadthuys
- Menara Taming Sari
- スルタンパレス、マラッカ
- ビクトリア女王噴水
- 中国の丘
- マラッカ熱帯果樹園

### 博物館

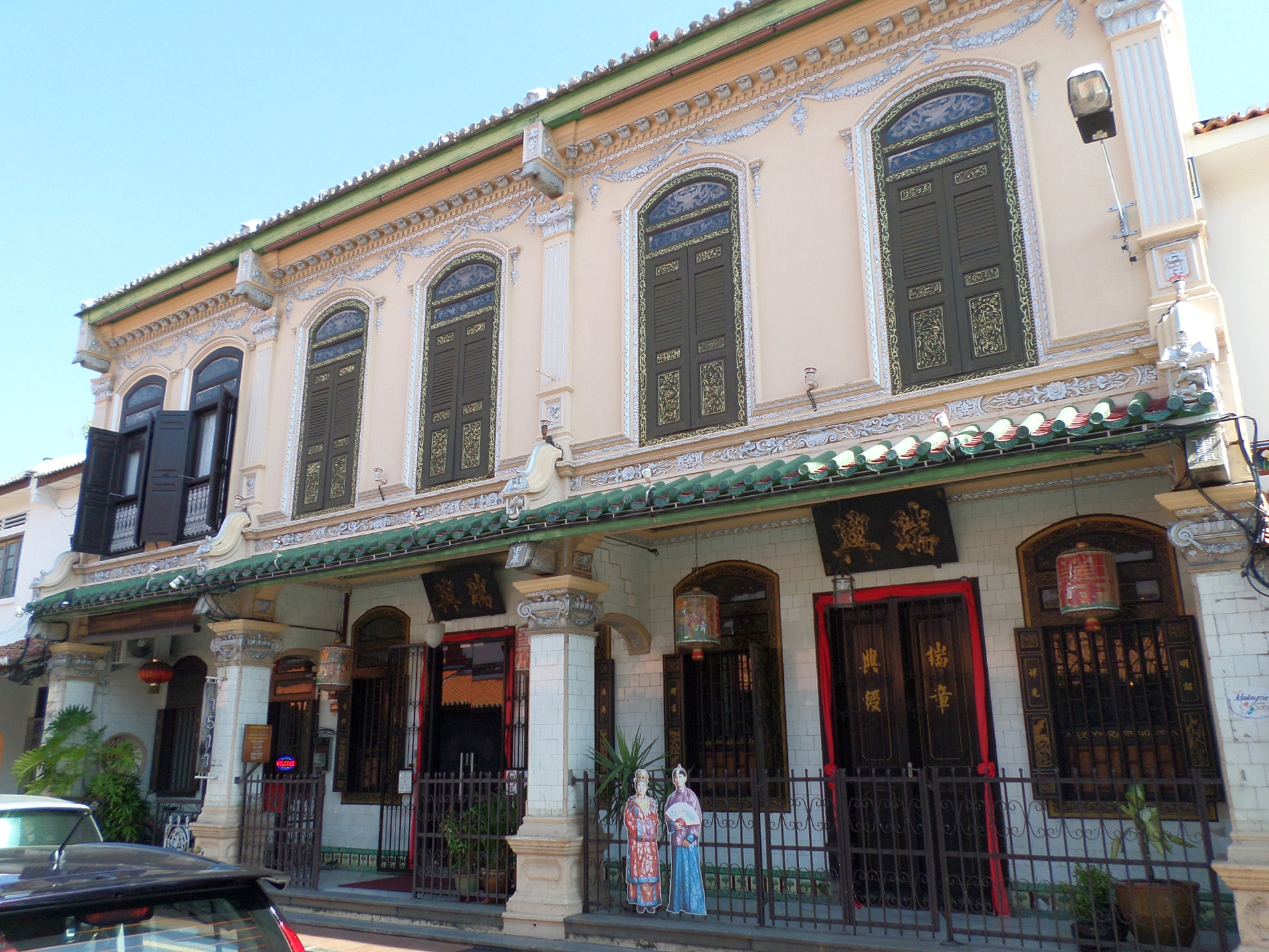
Baba Nyonya ヘリテージミュージアム

- Baba Nyonya ヘリテージミュージアム
- マラッカ歴史と民族芸術博物館
- Perbadanan Muzium Melaka
- ストレイツ中国宝石博物館マラッカ
- セントーサビラ（マレーシア生活博物館）
- Cheng Ho 鄭和文化博物館
- マラッカミュージアムハウス
- 独立記念館
- 潜水艦博物館
- マレーシア建築博物館
- ロイヤル税関博物館
- イリュージョン3Dアートミュージアム
- 知事の博物館
- マレーシア刑務所博物館
- 民主政府の博物館
- 美容博物館
- ファンパークミュージアム
- マジックアートミュージアム

### 宗教的なサイト
- マラッカ海峡モスク
- Cheng Hoon Teng 寺院
- 聖ペテロ教会
- キリスト教会
- Kampung Kling モスク
- 聖フランシスザビエル教会

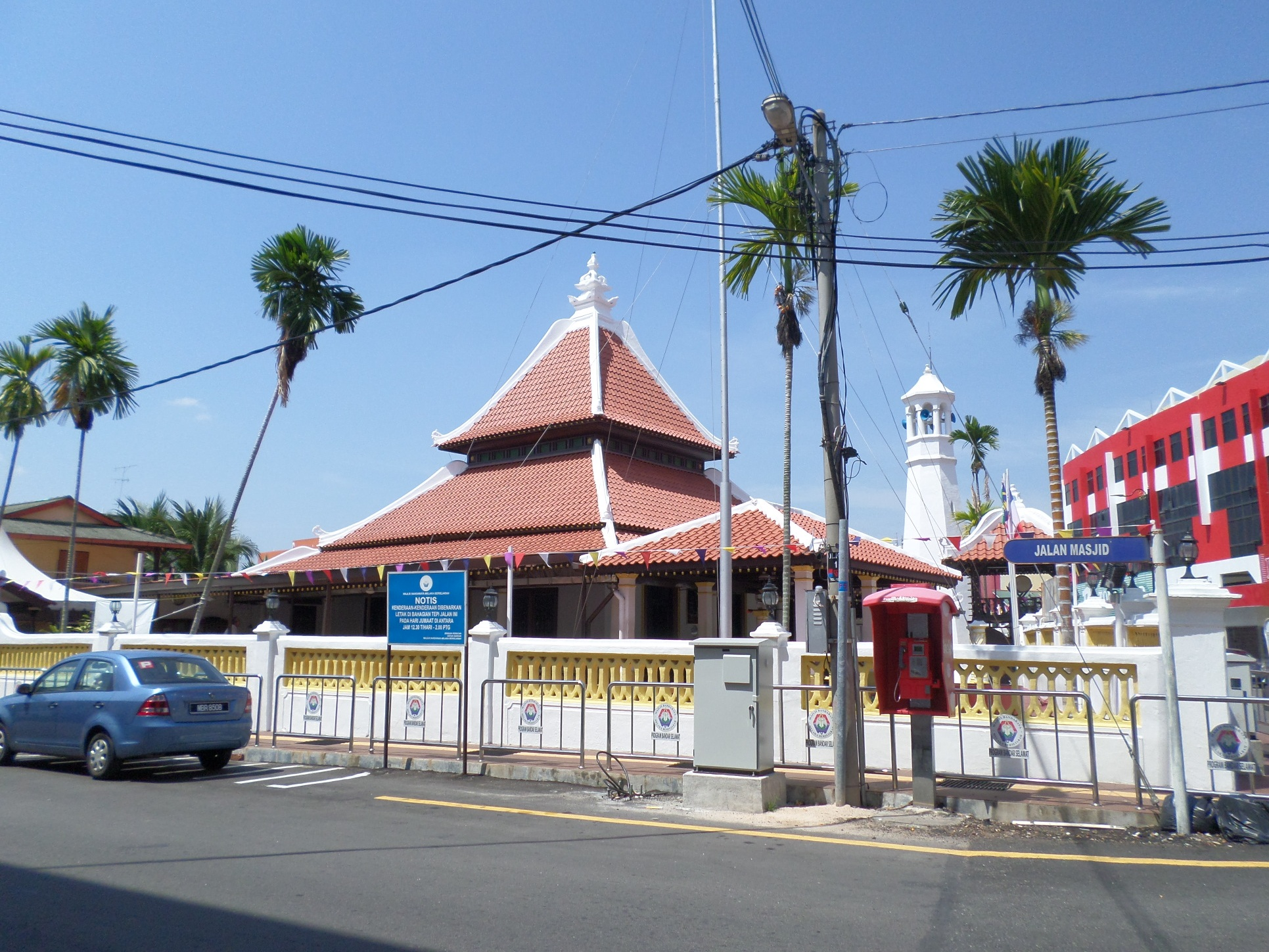
Kampung Hulu モスク

- Sri Poyyatha Vinayagar Moorthy 寺院
- Kampung Hulu モスク
- Xiang Lin Si 寺院
- マラッカ中国のモスク